# Lindöätten
Lindöätten är en nutida konventionell benämning på en svensk medeltida frälseätt med ursprung från gården Lindö i Kärrbo socken i Västmanland, som inte själva använde något släktnamn. 

## Historik
En av de tidigaste kända medlemmarna av ätten var Filip Ragvaldsson (Lindöätten) vilken nämns 1375. Filip hade sönerna Ragvald Filipsson (Lindöätten), riddare och häradshövding, gift med Helena Bengtsdotter, (Aspenäsätten) och Olof Ragvaldsson (Lindöätten), född på 1300-talet, död 1438, lagman i Östergötlands lagsaga från 1429 samt riksråd, samt döttrarna Katarina och Ragnhild. Den senare var gift med häradshövdingen Sven Fadersson (Sparre av Hjulsta och Ängsö).  
Ragvalds dotter Ingrid var gift med Bengt Karlsson Bjälboättens oäkta gren och en annan dotter Märta Ragvaldsdotter (död 1428) var först gift med fogden Klaus Zamow (död 1414) och sedan med Gilkin Håkansson (Hjorthorn, Törne Matssons ätt).

## Vapen
Vapen: Lindöätten hade i likhet med Ivar Nilssons ätt, en fyrstyckad sköld som sitt sigillvapen. (Tinktur okänd))  